# Estrecho de Akashi
El estrecho de Akashi (明石海峡 Akashi Kaikyō?) es un estrecho entre las islas japonesas de Honshu y Awaji en la prefectura de Hyōgo. Conecta el mar interior de Seto y la bahía de Osaka. El ancho del estrecho de Akashi es de aproximadamente 4 kilómetros y la profundidad máxima es de unos 110 metros. La corriente de marea más rápida es de unos 4,5 metros por segundo.
El estrecho de 1,5 km de largo es uno de los puntos importantes del mar Interior de Seto y se encuentra en la desembocadura del océano Pacífico. Las aguas circundantes alrededor son una zona pesquera concurrida. El estrecho de Akashi es designado como canal de transporte marítimo internacional por la Ley de seguridad del tráfico marítimo de Japón.

## Puente de Akashi Kaikyō

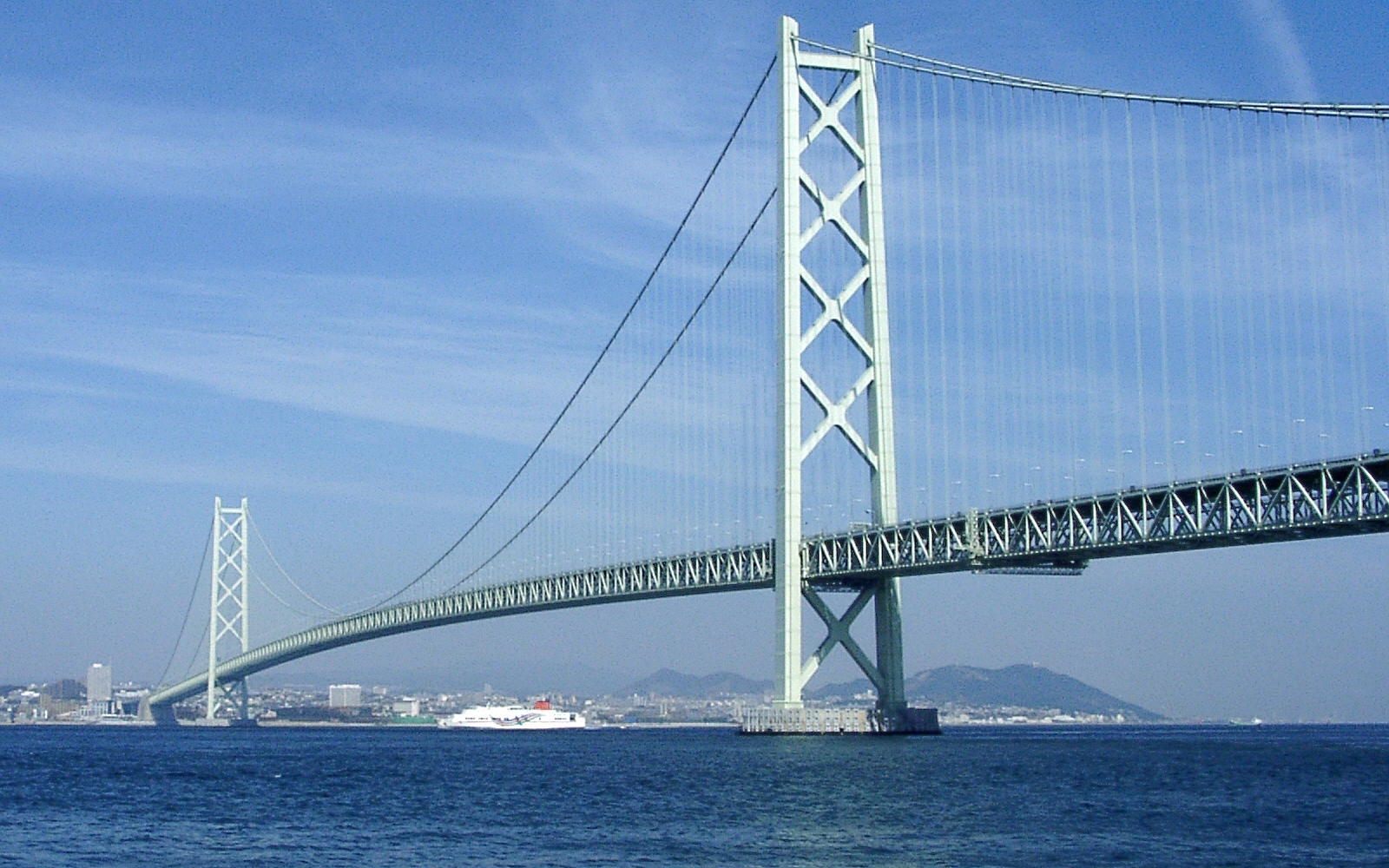
El puente de Akashi Kaikyō, el puente colgante más largo del mundo, cruza el estrecho de Akashi.

El puente colgante de Akashi Kaikyō, de casi cuatro kilómetros de largo, cruza el estrecho. Une la ciudad de Kōbe (capital de la prefectura de Hyōgo) en la isla de Honshu con Awaji en la homónima. Su tramo más largo mide casi dos kilómetros. Después de 10 años de construcción, finalmente se abrió al tráfico el 5 de abril de 1998. Desde el momento de su inauguración, se trata del puente colgante más largo del mundo.

## Actividad tectónica
El Gran terremoto de Hanshin ocurrió bajo el estrecho de Akashi y se produjo el 17 de enero de 1995 con una magnitud de 7,2. La falla de Nojima, que atraviesa la isla de Awaji, causa la actividad tectónica; un rastro de superficie de unos 10 kilómetros de largo apareció en la isla debido al terremoto. La falla de Nojima es una rama de la línea tectónica mediana de Japón, que corre a lo largo de la mitad sur de Honshu.